# Piwniczka
Piwniczka – jaskinia w Miętusich Turniach w Dolinie Miętusiej w Tatrach Zachodnich. Wejście do niej znajduje się w północno-zachodnim zboczu Małej Świstówki, powyżej Jaskini Miętusiej Wyżniej, na wysokości 1440 metrów n.p.m. Długość jaskini wynosi 9 metrów, a jej deniwelacja 7 metrów.

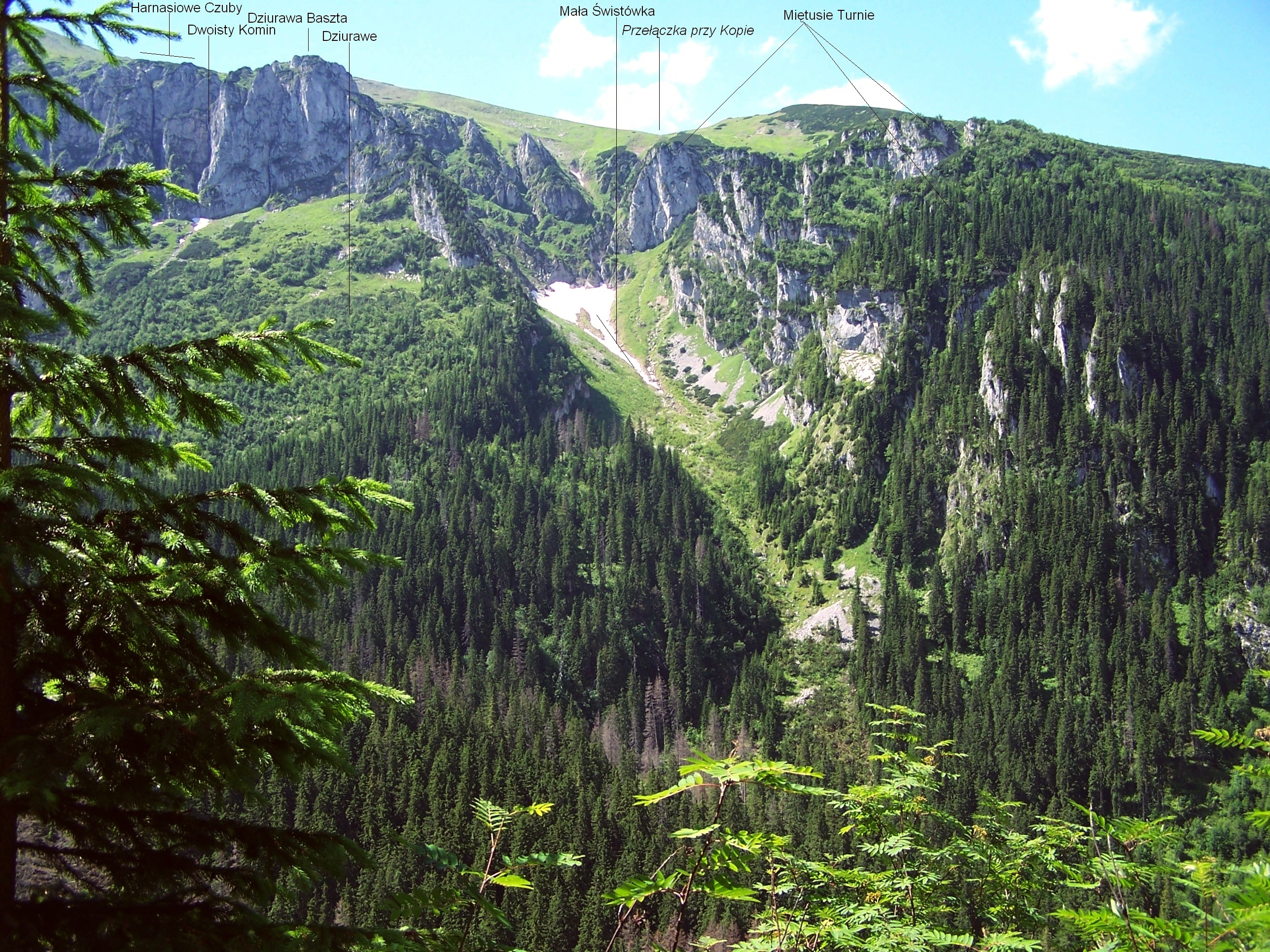
Mała Świstówka. Po prawej Miętusie Turnie

## Opis jaskini
Główną częścią jaskini jest 6-metrowa studnia do której prowadzi 2-metrowy, prawie poziomy korytarz zaczynający się w niewielkim otworze wejściowym. Studnia zaczyna się zaciskiem, a kończy małą salką z zawaliskiem.

## Przyroda
W jaskini brak jest nacieków. Ściany są wilgotne, w pobliżu otworu rosną na nich mchy i porosty.

## Historia odkryć
Jaskinia została odkryta przez członków Speleoklubu Warszawskiego PTTK w 1987 roku.